# Ambalatany
Ambalatany is een plaats en commune in Madagaskar, behorend tot het district Farafangana. Tijdens de laatste volkstelling (2001) telde de plaats 16.000 inwoners. 
99,9% van de inwoners werkt in de landbouw, de belangrijkste landbouwproducten zijn bananen, rijst en koffie. In de dienstensector werkt 0,1% van de inwoners. 